# Эмилия Оранская-Нассау

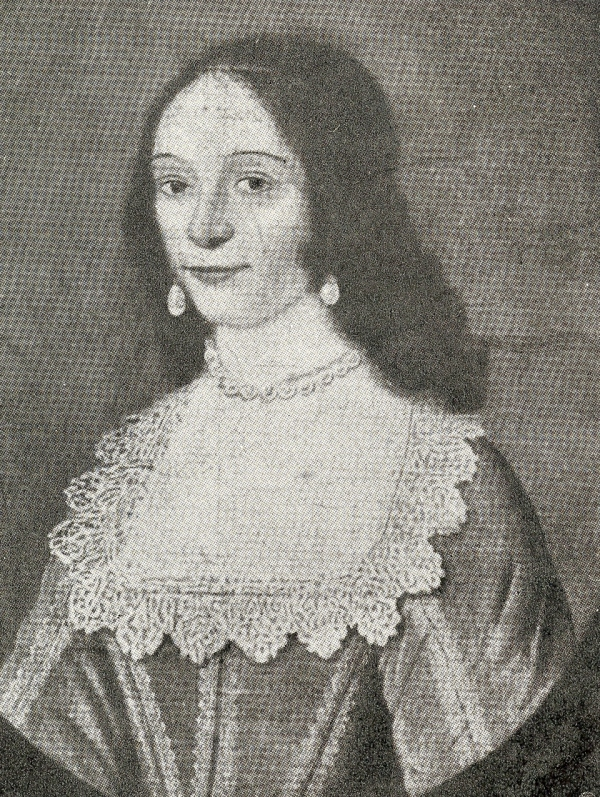
Принцесса Эмилия Оранская-Нассау

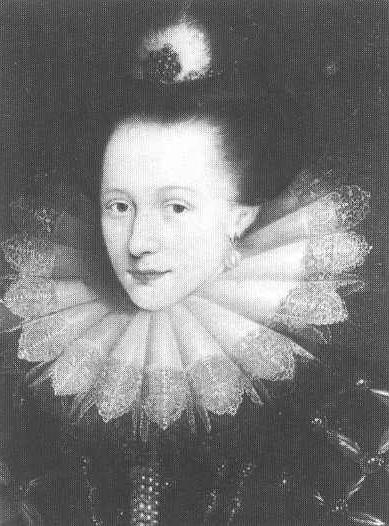
Эмилия Оранская-Нассау

Эмилия Оранская-Нассау (нидерл. Emilia van Nassau; 10 апреля 1569 или 10 апреля 1569, Кёльн, Куррейнский округ — 16 марта 1629, Женева, Женева) — нидерландская принцесса из дома Оранских-Нассау, третья дочь Вильгельма I Оранского и его второй супруги Анны Саксонской.

## Биография
Получила своё имя в честь управительницы хозяйством и близкой подруги матери, Амалии фон Нойенар-Альпен. В связи с тем, что отношения между родителями Эмилии со временем стали весьма напряжёнными (если не враждебными), дети их были переданы на воспитание родному дяде, герцогу Иоганну VI фон Нассау-Дилленбург, в замок Дилленбург. Кроме Эмилии здесь находились также её брат Мориц и сестра Анна. Вильгельм Оранский в это время подыскивал себе новую супругу, а Анне Саксонской было предъявлено обвинение (возможно, необоснованное), в преступной любовной связи с адвокатом Яном Рубенсом, ведшим её финансовые дела (отцом художника Питера Пауля Рубенса). Позднее юная Эмилия некоторое время жила у своего отца в Дельфте, у сестры Анны во Фрисландии и, как придворная дама, при дворе ставшего после убийства отца штатгальтером северных Нидерландов, брата Морица.
При дворе Эмилия познакомилась со своим будущим мужем, Мануэлом Португальским (1568—1638), отпрыском внебрачного внука короля Португалии, Мануэла I. В связи с тем, что семья Эмилии была одним из столпов кальвинизма, а Мануэль — католик римского обряда, родные принцессы всячески противились осуществлению этого брака. Тем не менее 7 ноября 1597 года Эмилия и Мануэл были тайно обвенчаны католическим священником. После этого Мануэл был вынужден бежать в германский город Везель, а Эмилия была посажена под домашний арест. При этом Мориц пытался всячески уговорить сестру расторгнуть этот брак, а после неудачи — изгнал её от своего двора.
В связи с тем, что бракосочетание Эмилии вызывало различные вопросы, и многими рассматривалось как не вполне законное, супруги были лишены ряда привилегий и доходов. Поэтому первые годы после свадьбы Эмилия и Мануэл прожили в постоянной нужде. Лишь в 1608 году, при посредничестве принца Филиппа-Вильгельма Оранского-Нассау, произошло примирение между Мануэлом и Эмилией с одной стороны, и Морицем Оранским, с другой. Эмилия получила крепость Вихен близ Нимвегена в качестве владения, однако вплоть до 1626 года жила преимущественно в Гааге. Несмотря на возвращение ко двору, положение Мануэла и Эмилии там оставалось непростым, так как Мануэл как католик оставался поражённым в правах в протестантской Голландии. В связи с этим он вступил в тайные сношения с правителями южных, Испанских Нидерландов, инфантой Изабеллой Кларой Евгенией, и её супругом, эрцгерцогом Альбрехтом VII Австрийским, закоренелыми врагами северных, протестантских Нидерландов. Изабелла и Альбрехт обещали Мануэлу почести, которые он не имел при дворе Морица Оранского. Когда же после смерти Морица в 1625 году у Мануэла возник конфликт с новым штатгальтером, принцем Фридрихом-Генрихом Оранским, Мануэл бежал в Брюссель. Эмилия, помнившая всегда о том, что именно отец инфанты Изабеллы, король Испании Филипп II был организатором убийства Вильгельма Оранского, не могла следовать своему супругу, и уехала вместе с дочерьми в Женеву, где и скончалась в 1629 году.

## Семья
Судьба дочерей Эмилии и Мануэла стала жертвой скандала, случившегося со старшей из них, Марией-Бельгикой. Посватанная за маркграфа Баденского, девушка влюбилась в полковника Теодора Кроля и бежала с ним. После этого возможность выдать остальных дочерей замуж соответственно их происхождению оказалась равной нулю. Исключение составила лишь Элеонора-Мауриция, вступившая в брак с Георгом-Фридрихом, графом Нассау-Зигена.
Дети Элеоноры и Мануэла:
- Мария Бельгика (до 12 октября 1598 (день её крещения в Дельфте) — 28 июля 1647), вступила в брак в июне 1629 с полковником Теодором Кролем (убит в Венеции в 1640), генерал-квартирмейстером герцога Пармского Одоардо I Фарнезе.
- Мануэл Антонио Португальский (24 февраля 1600 года, Дельфт — 27 октября 1666 года, Шлаген).
- Эмилия-Луиза (июнь 1603 Дельфт — 29 октября 1670), замужем не была.
- Кристоф Вильгельм Людвиг (1604 — 7 июля 1660), военачальник, с 1624 начальник гвардии Морица Оранского, рыцарь Мальтийского ордена, был женат на Анне-Марии де Монтелеоне.
- Анна-Луиза (до 3 мая 1605 — 5 апреля 1669), замужем не была.
- Юлиана-Катерина (ок. 1607 — 22 июня 1680), замужем не была.
- Элеонора-Мауриция (до 10 мая 1609 — 25 июня 1674), с 4 июня 1647 в Гааге — замужем за Георгом-Фридрихом, графом Нассау-Зигена.
- Сабина-Дельфика (1612 — 20 июля 1670), замужем не была.